# Agenzia internazionale per lo sviluppo
L'Agenzia internazionale per lo sviluppo (International Development Association - IDA), fondata nel 1960, è un istituto della Banca Mondiale; aiuta i paesi in via di sviluppo a ridurre la povertà mediante prestiti senza interessi e donazioni.
Supporta programmi non aventi un immediato fine economico come la lotta all'AIDS, l'istruzione giovanile e femminile, l'assistenza statale ai poveri ecc.
I paesi assistiti dall'IDA generalmente non hanno alcuna possibilità di accedere ad altri finanziamenti sui mercati internazionali dei capitali o presso banche commerciali.